# 尤哈·西比莱
尤哈·彼得里·西比莱（芬蘭語：Juha Petri Sipilä，芬蘭語發音：[ˈjuhɑ ˈsipilæ]；1961年4月25日—，姓氏又译为西皮莱），芬兰政治人物及前任芬兰总理，芬兰中间党的前任主席，2011年在奥卢选区被选举为芬兰议会议员，2013年起担任肯佩莱市镇议员。
2019年3月8日，由于政府推动的社会福利及医疗保健改革一直得不到议会的批准，西比莱向芬兰总统绍利·尼尼斯托递交了辞呈。总统接受了辞呈，并要求内阁作为看守内阁直至4月14日的芬兰议会大选。
他于1980年高中毕业，并于1986年从奥卢大学取得理学硕士学位。他在芬兰国防军后备部队中持有上尉军衔。

## 商界经历
西比莱曾在40个公司领导职位上工作过。他的职业生涯始于肯佩莱市的一家公司，起先是实习生，后来升至产品开发经理。1992年他成为一家公司的总经理，并在1994年成为公司的最大股东。90年代IT业高速发展。1996年他和其他核心成员一道把公司卖给一家美国公司。在这笔交易中他获得约一千两百万欧元，从而成为奥卢首批IT百万富翁之一。
1995年西比莱成立一家给技术公司融资的公司，但公司在1995－2012年间只有四年是盈利的。2012年公司亏损290万欧元。2002－2005年间他曾在上市公司Elektrobit Oyj任总经理，之后又返回管理他自己的公司，直至当选为芬兰议员。

## 政治生涯
西比莱在2011年芬兰议会选举中首次参选，并以5,543票当选议员。同年春季被推选为中间党议会党团的第二副主席。

### 中间党主席
2012年4月西比莱宣布他将在夏天的党会上竞选党主席。2012年6月9日他当选为党主席。他在10日首次发表党主席路线讲话。他推崇一个中心发展城市、小城镇和农村各有其功能的分散式的社会。党会议采取强烈帮助青少年和家庭的立场。他认为芬兰有可能在生物经济领域内产生20万个工作岗位。
在西比莱当选为党领袖时中间党以35个议会席位为正统芬兰人党之后的第二在野党。在西比莱领导下的第一次选举是2012年的市镇议会选举，中间党的支持率为18.7%。西比莱已755票的成绩在他的户籍城市肯佩莱当选为市议员。在2014年的欧洲议会选举里中间党得到19.7%的支持率成为第二大党，并保持了欧洲议会中的三个席位。

### 2015年芬兰议会选举中竞选活动
西比莱作为中间党主席的地位给他的竞选活动留下印记。在选举前的民调中其时在野党的中间党是支持率最高的党派，所以西比莱非常有可能成为下一届总理。竞选时他声称下一届政府的财政削减的最大幅度为23亿欧元，这在四大党派削减承诺中是幅度最小的。他还声称在选举后财政削减实施中，如果经济年增长率能达到2%的话，财政削减的幅度可能更小。他还保证不削减退休人员、有小孩的家庭、学生和其他得到社会救济人士的补贴水平。

### 总理
2015年芬兰议会选举中西比莱已30,758票的票数取得全国最高的个人得票数。中间党的支持率是21.1%，并以49个议会席位成为最大的党派。选举后西比莱被推选为芬兰议会议长和取得组阁权。同时他尽力主张签订有执政党派和其它组织如工会参加并有约束力的所谓的社会条约。组阁在他指定的时间表内进行中，并且他得到其它合作党派的鉴赏。被排除在内阁之外的芬兰社会民主党和左翼联盟则批评组阁谈判是一场戏剧。而社会条约的谈判则毫无结果。
芬兰议会在2015年5月28日以128对62的票数推选西比莱为政府总理。在西比莱内阁中中间党有6个部长席位，正统芬兰人党和民联党各4席。

## 个人生活
西比莱和他夫人明娜-玛丽亚（Minna-Maaria）一道有5个孩子和6个孙辈小孩。他1993年出世的么子图奥莫（Tuomo）于2015年2月18日去世。